# سانچوی دوم
سانچوی دوم (انگلیسی: Sancho II of Castile and León; ح. ۱۰۳۶/۱۰۳۸ – ۶ اکتبر ۱۰۷۲ ) یکی از شاهان کاستیا از خاندان خیمنز بود.
پدرش فردیناند اول و مادرش سانچای لئون بود.
او با دختر ویلیام یکم (انگلستان) ازدواج کرد.